# Psellidotus fenestratus
Psellidotus fenestratus är en tvåvingeart som först beskrevs av Thomson 1869.  Psellidotus fenestratus ingår i släktet Psellidotus och familjen vapenflugor. Inga underarter finns listade i Catalogue of Life.